# Список мов за кількістю носіїв

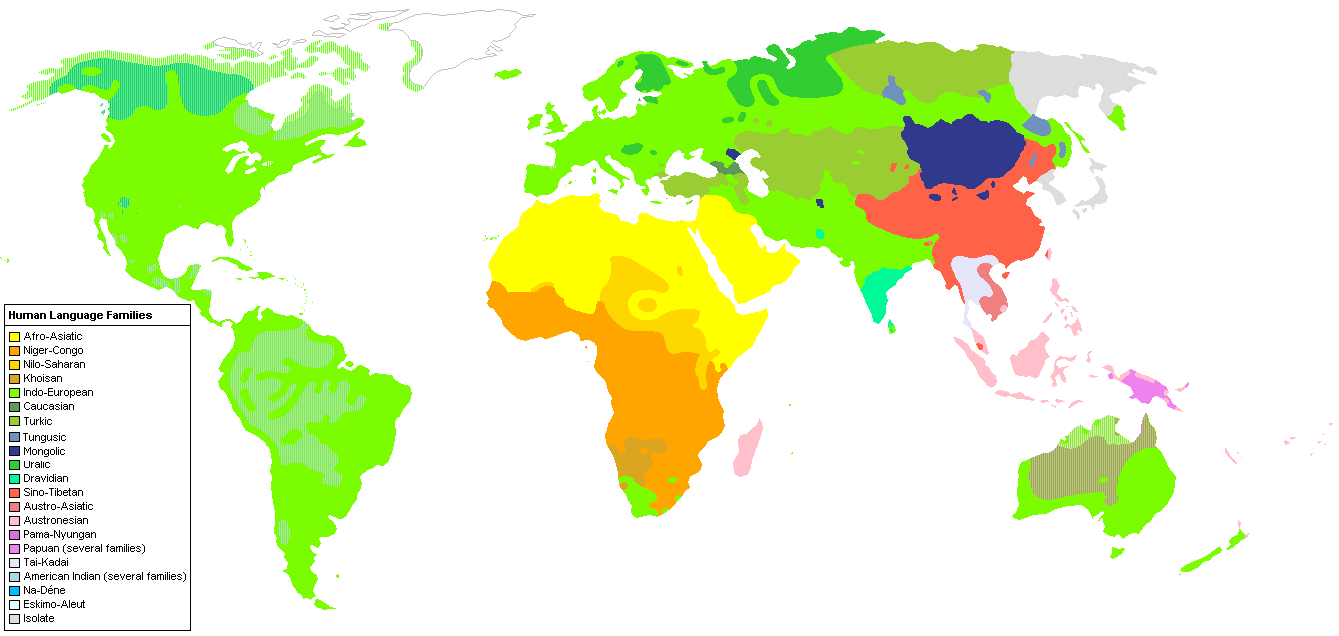
Розподіл мов у світі за мовними родинами

У списку наведені дані щодо мов, якими спілкується понад 10 млн людей. Основні джерела — довідник Ethnologue та Encarta. При можливості наведені також інші оцінки. Порядок мов обрахований як середнє між даними двох головних джерел.
Мови з кількістю носіїв, меншою ніж 10 млн, не наведені. Всього останнє видання Ethnologue налічує 7538 різних мов.
Наведені в таблиці дані не дуже достовірні. При проведенні переписів у різних країнах задаються різні запитання і ставляться різні критерії. Навіть питання про те, чи вважати деякі мови окремими, чи діалектами однієї мови, викликає гарячі політичні суперечки. Наприклад, такі суперечки виникають щодо гінді та урду, які, наче є однією мовою, але послуговуються різними системами письма і тяжіють до запозичень із різних джерел — санскриту чи перської.
Розходження при врахуванні тільки тих, для кого конкретна мова рідна, й тих, хто може вільно нею спілкуватися, може бути дуже значним. Наприклад, для французької мови, перша кількість оцінюється як 77 млн, а з врахуванням другої та третьої мови — понад 500 млн. Аналогічне розходження й щодо англійської мови, оскільки вона друга або третя для дуже великого числа людей у всьому світі. 

## Понад сто мільйонів мовців
| Мова              | Родина                                                         | Оцінка Ethnologue                      | Оцінка Encarta                        | Інші оцінки | Приблизне місце |
| ----------------- | -------------------------------------------------------------- | -------------------------------------- | ------------------------------------- | --- | --------------- |
| Мандаринська мова | Сино-тибетські, Китайські                                      | 845 000 000                            | 800 000 000                           | 1052 млн мовців, включно з тими, для кого ця мова друга (Ethnologue, 1999) 1151 млн (982 рідна, 179 друга) Одна з шести офіційних мов ООН. | 1               |
| Іспанська мова    | Індоєвропейські, Італійські, романські                         | 329 000 000                            | 358 000 000                           | 417 млн включно з тими, для кого вона друга (Ethnologue 1999) 500 млн Одна з шести офіційних мов ООН. | 2               |
| Англійська        | Індоєвропейські, германські, західно-германські, англо-фризькі | 328 000 000                            | 350 000 000                           | 508 млн включно з тими, для кого вона друга, (Ethnologue, 1999) Понад 1 млрд (якщо підсумовувати першу, другу й іноземні мови) Одна з шести офіційних мов ООН. | 3               |
| Гінді/урду        | Індоєвропейські, індо-іранські, індоарійські                   | гінді — 182 000 000, урду — 60 600 000 | гінді — 200 000 000 урду — 40 000 000 | 487 млн (366 млн включно з усіма різновидами гінді та урду + 120 млн тих, для кого вони другі) 484,5 млн (258 млн власне гінді, 422 млн — всі різновиди гінді 51,5 млн урду за індійським переписом 2001 + 11 млн мовців урду за 1993 переписом у Пакистані) 552 млн: 473,5 млн з 1028 млн людей (46 %) за даними індійського перепису розмовляє одним із варіантів гінді або урду. В Пакистані 7,57 % розмовляє урду. Населення Індії становить 1173 млн, Пакистану — 168 млн. (для 294.4 млн гінді є першою мовою): 258 млн (25,08 %) з 1028 млн розмовляли гінді за даними індійського перепису. | 4               |
| Арабська          | Афразійські, семітські                                         | 221 000 000*                           | 150 000 000                           | 246 млн включно з тими, для кого вона друга (Ethnologue, 1999) Одна з шести офіційних мов ООН *Ethnologue перераховує 6 діалектів | 5               |
| Бенгалі           | Індоєвропейські, індоіранські, індоарійські                    | 181 000 000                            | 170 000 000                           | 211 млн включно з тими, для кого вона друга. Офіційна мова Західної Бенгалії (Індія) та Бангладеш (Ethnologue, 1999). | 6               |
| Португальська     | Індоєвропейські, італійські, романські                         | 178 000 000                            | 150 000 000                           | 191 млн включно з тими, для кого вона друга (Ethnologue, 1999) для 220 млн рідна, для 20 млн друга = у підсумку 240 млн | 7               |
| Російська         | Індоєвропейські, слов'янські, східнослов'янські                | 144 000 000                            | 160 000 000                           | 277 млн включно з тими, для кого вона друга (Ethnologue, 1999) Одна з шести офіційних мов ООН. | 8               |
| Японська          | Японсько-рюкюські, раніше вважалася мовним ізолятом            | 122 000 000                            | 126 000 000                           | рідна для 130 млн, друга для 2 млн = разом 132 млн | 9               |

## Від 50 до 100 млн
| Мова        | Родина                                                | Оцінка Ethnologue | Оцінка Encarta | Інші оцінки | Приблизне місце |
| ----------- | ----------------------------------------------------- | ----------------- | -------------- | --- | --------------- |
| Німецька    | Індоєвропейські, германські, західногерманські        | 90 300 000        | 100 000 000    | рідна для 101 млн (88 млн розмовляють стандартною німецькою, 8 млн австрійською німецькою, 5 млн швейцарською німецькою), друга мова для 60 млн в ЄС + 5-20 млн в інших країнах | 10              |
| Яванська    | Австронезійські, малайо-полінезійські, сунда-сулавесі | 84 600 000        | 70 000 550     | Ява (Індонезія), Малайський півострів, Суринам, Нова Каледонія | 11              |
| Пенджабі    | Індоєвропейські, індоіранські, індоарійські           | 78 300 000        | 70 000 000     | В обох підрахунках враховано два діалекти ланда центрального Пенджабу та сіраїкі, 61-62 млн (2000) (разом із східним пенджабі (28 млн): загалом приблизно 90 млн) | 12              |
| У           | сино-тибетські, китайські                             | 77 200 000        | 90 000 000     | Шанхай; більшість провінції Чжецзян; південь провінції Цзянсу; Сюаньчен, місто в провінції Аньхой; Шаньграо, Гуанфен та Юшан, провінція Цзянсі; провінція Пучен; Північний пункт, Гонконг | 13              |
| Корейська   | мовний ізолят                                         | 75 300 000        | 75 000 000     | 50 100 000 в Південній Кореї (2013). Загалом у всіх країнах 78 000 000 (1999 СА) | 14              |
| Французька  | Індоєвропейські, італійські, романські                | 77 000 000        | 70 000 000     | 128 млн, для кого мова рідна або вони вільно спілкуються нею (включно з 64 473 140 французами та 72 млн «двомовними»). Загалом понад 200 млн тих, для кого мова рідна або друга, не включаючи тих, хто знає мову тільки почасти, і понад 500 млн усіх, хто має добрі знання мови. Включно з тими, для кого французька друга, вона займає дев'яте місце у світі Одна з шести офіційних мов ООН. | 15              |
| Телугу      | дравідійські, південно-центральні                     | 69 800 000        | 69 666 000     | 74 002 856 (перепис 2001) | 16              |
| В'єтнамська | Аустроазійська, мон-кхмерська, в'єтмионґські          | 68 600 000        | 60 000 000     | рідна для 70 млн, ще, мабуть, мільйонів 16 користуються нею як другою, загалом приблизно 86 млн | 17              |
| Маратхі     | Індоєвропейські, індоіранські, індоарійські           | 68 100 000        | 70 000 000     | За даними індійського перепису 71 936 894 для 68 млн рідна, для 3 млн друга, разом 71 млн | 18              |
| Тамільська  | Дравідійські                                          | 65 700 000        | 50 000 000     | Офіційна в індійському штаті Таміл-Наду, Малайзії, Сінгапурі, на Шрі Ланці. За індійським переписом: 60 793 814 78 млн | 19              |
| Італійська  | Індоєвропейські, італійські, романські                | 61 700 000        | 60 000 000     | | 20              |
| Турецька    | Алтайські, тюркські, огузькі                          | 61 000 000        | 50,000,000     | Офіційна в Туреччині та на Кіпрі; розмовна мова турецького населення Франції, Швейцарії, Болгарії, Сполученого Королівства, Німеччини, Албанії, Косово | 21              |
| Юе          | сино-тибетські, китайські                             | 55 500 000        | 70 000 000     | | 22              |

## Від 10 до 50 млн
| Мова                                             | Родина                                                                               | Оцінка Ethnologue                                     | Оцінка Encarta                                                       | Інші оцінки | Приблизне місце |
| ------------------------------------------------ | ------------------------------------------------------------------------------------ | ----------------------------------------------------- | -------------------------------------------------------------------- | --- | --------------- |
| Тагальська (включно з філіппінською)             | Австронезійські, малайо-полінезійські, філіппінські                                  | 48,9 млн                                              | 17 млн (2006)                                                        | Офіційна на Філіппінах, як філіппінська. Значні громади в Канаді, КНР (Гонконг), Катарі, Саудівській Аравії, Об'єднаних Арабських Еміратах, США (Аляска, Каліфорнія, Гуам, Гаваї, Північні Маріанські Острови). Рідна для приблизно 49 млн[джерело?], друга для приблизно 51 млн, загалом приблизно 100 млн. | 23              |
| Гуджараті                                        | Індоєвропейські, індоіранські, індоарійські                                          | 46,5 млн                                              | 46,1 млн                                                             | -- | 24              |
| Мінь                                             | Сино-тибетські, китайські                                                            | 46 200 000                                            | —                                                                    | Південний Мінь: 49 млн, Північний Мінь 10,43 млн | 25              |
| Майтгілі                                         | Індоєвропейські, індоіранські, індоарійські                                          | 45 000 000                                            | 24 191 900                                                           | | 26              |
| Польська                                         | Індоєвропейські, Слов'янські, західнослов'янські                                     | 40 000 000                                            | 44 млн                                                               | Офіційна мова Польської республіки | 27              |
| Українська                                       | Індоєвропейські, слов'янські, східнослов'янські                                      | 39 400 000                                            | 47 млн                                                               | Офіційна мова України, також має офіційний статус у Молдові, Румунії, Словаччині, Сербії, Польщі, Угорщині, Хорватії, Боснії і Герцеговині та Чехії. | 28              |
| Малайська                                        | Австронезійські, малайо-полінезійські, сунда-сулавесі, малайські                     | 39 100 000                                            | 23,6 млн (2006)                                                      | Офіційна в Брунеї, Малайзії, Сінгапурі. Рідна для частини населелння Малайзії, Індонезії, Таїланді. Значні громади в Австралії, Бахрейні. Рідна для 18 млн, друга для 3 млн, загалом 21 млн (не враховуючи індонезійську) | 29              |
| Бходжпурі                                        | Індоєвропейські, індоіранські, індоарійські                                          | 38 500 000                                            | 26 254 000                                                           | | 30              |
| Сян                                              | Сино-тибетські, китайські                                                            | 36 000 000                                            |                                                                      | | 31              |
| Малаялам                                         | Дравідійські                                                                         | 35 706 000                                            | 35 706 000                                                           | За індійським переписом: 33 066 392 | 32              |
| Каннада                                          | Дравідійські                                                                         | 35 400 000                                            | 35 400 000                                                           | Рідна для 38 млн, друга для 9 млн, загалом 47 млн | 33              |
| Сунданська                                       | Австронезійська, малайо-полінезійська, сунда-сулавесі                                | 34 000 000                                            | 27 млн                                                               | | 34              |
| Бірманська                                       | Сино-тибетські, тибето-бірманські, лоло-бірманські                                   | 32 300 000                                            | 32 300 000                                                           | загалом 50-56 млн, включно з 18-23 млн тих, для кого вона друга (мовна комісія М'янми) | 35              |
| Орія                                             | Індоєвропейські, індоіранські, індоарійські                                          | 31 700 000                                            | 32,3 млн                                                             | Офіційна мова в Індії, нею розмовляє понад 35 млн людей у світі. За даними індійського перепису: 33 017 446 | 36              |
| Перська                                          | Індоєвропейські, індоіранські, іранські                                              | 31,3 млн                                              | 31,3 млн                                                             | 63 млн (Encyclopedia of Orient) 59,4 million 2009 CIA Factbook (афганська перська, іранська перська та таджицька вважаються діалектами однієї мови); 23.9 млн в Ірані розмовляють західною перською (фарсі) (Ethnologue, 1997), рідна для приблизно 60-70 млн (оцінки за 2006) | 37              |
| Хакка                                            | Сино-тибетські, китайські                                                            | 30 000 000                                            | —                                                                    | | 38              |
| Хауса                                            | Афразійські, чадські, західночадські                                                 | 24 200 000                                            | 24,2 млн (2006)                                                      | Офіційна в Нігері, північній Нігерії. Значні громади в Чаді, Беніні, Гані, Судані. Рідна для 24 млн, друга для ~15 млн, загалом ~39 млн | 39              |
| Румунська                                        | Індоєвропейські, італійські, романські                                               | 23 400 000                                            | 26 265 555                                                           | Офіційна в Молдові, Румунії, Сербії (Воєводина). Значні громади в Греції, Угорщині, Ізраїлі, Італії, Іспанії, Україні. Рідна для 26 млн, друга для 4 млн, загалом приблизно 30 млн | 40              |
| Індонезійська (відома також як бахаса-індонезія) | Австронезійські, Малайо-полінезійські                                                | 23,2 млн                                              | 17,1 млн                                                             | Національна мова в Індонезії. Друга для понад 140 млн за даними Ethnologue. Майже 100 % населення Індонезії розмовляє бахаса-індонезія, діалектом малайської мови. | 41              |
| Азербайджанська                                  | Алтайські, тюркські, огузькі                                                         | Азербайджанська — 21,7 млн, кашкайська 1.5 млн (1997) | 31,4 млн                                                             | Рідна для 25-35 млн, включно з кашкайською (дані з Ірану ненадійні); друга для 8 млн (за межами Ірану); південна азербайджанська 24,4 млн (1996) — 12,7 млн (Ірак 0,6 млн (1982), Сирія 0,03 млн (1961), Туреччина 0,53 млн; Іран 15,9 млн (2009) 24 %; північна азербайджанська — 7,5 млн (2007); кашкайська — 1,5 млн (1997) | 42              |
| Нідерландська                                    | Індоєвропейські, германські, Західногерманські                                       | 21 700 000                                            | 20 млн (2006)                                                        | 25 млн Офіційна в Бельгії, Королівстві Нідерланди, Суринамі. Значні громади в США, Канаді, Австралії, Індонезії та Південній Африці (без Африкаанс). | 43              |
| Гань                                             | Сино-тибетські, китайські                                                            | 21 млн                                                | —                                                                    | 48 млн, 29 млн в Чзянсі | 44              |
| Тайська                                          | Кадайські мови, тайські                                                              | 20,3 млн (2000)                                       | 46,1 млн (2006)                                                      | Encarta включає північну, північно-східну, південну тайську поряд із центральною, а Ethnologue тільки центральну тайську. Рідна для приблизно 31 млн (1983 SIL, 1990 Diller, 2000 WCD) (дані застаріли), загалом, рідна або друга для приблизно 60 млн (2001 A. Diller). В підрахунки включено південну тайську, північну тайську/західну лаоську, але не включено шан, ісан і лао. | 45              |
| Йоруба                                           | Нігер-конголезькі, бенуе-конголезькі, дефоїдні, йорубоїдні                           | 20 000 000                                            | 20 млн (2006)                                                        | Офіційна в Нігерії. | 46              |
| Сіндхі                                           | Індоєвропейські, індоіранські, індоарійські                                          | 19 720 000                                            | 19 720 000 (2006)                                                    | Офіційна в Пакистані, Індії. Значні громади в КНР (Гонконг), Сполученому Королівстві, на Філіппінах, в Омані. Рідна для 17 млн, друга для 13 млн, загалом 30 млн (Johnstone and Mandryk, 2001) | 47              |
| Пушту                                            | Індоєвропейські, індоіранські, іранські, східно-іранські                             | 19 000 000                                            | 26 811 657                                                           | Офіційна в Афганістані, рідна для частини населення Пакистану. Значні громади в Ірані, Об'єднаних Арабських Еміратах. | 48              |
| Узбецька                                         | Алтайські, тюркські, східно-тюркські                                                 | 18 466 000                                            | 20,1 млн (2006)                                                      | Офіційна в Узбекистані. Рідна для частини Афганістану, Киргизстану, Таджикистану, Туркменістану | 49              |
| Ігбо                                             | Нігер-конголезькі, бенуе-конголезькі, Ігбоїдні                                       | 18 млн                                                | 18 млн                                                               | Офіційна у Нігерії. Кількість людей, для яких ігбо друга мова, невідома. | 50              |
| Амхарська                                        | Афразійські мови, семітські, південно-семітські                                      | 17 413 000                                            | 17.4 млн (2006)                                                      | Офіційна в Ефіопії. Значні громади в Ізраїлі. Рідна для 27 млн. (32.7 % ефіопців за даними перепису в Ефіопії за 1994 і для 2,7 емігрантів), друга мова для 10 % ефіопців (7 млн), загалом 34 млн | 51              |
| Непальська                                       | Індоєвропейські, індоіранські, індоарійські                                          | 16 056 000                                            | 16 056 000                                                           | Офіційна в Непалі, Індії (Сіккім). Значні громади в Бутані. Приблизно 30 млн в Непалі, рідна для 16 млн і друга для 15 млн (2006) | 52              |
| Курдська                                         | індоєвропейські, індоіранські, іранські, західно-іранські, північно-західно-іранські | 10 600 000                                            | В Encarta не числиться серед мов, якими розмовляє понад 10 млн людей | Офіційна в Іраку. Рідна для частини населення Вірменії, Сирії, Ірану, Туреччини. Значні громади в Німеччині, Лівані. | 53              |
| Себуано                                          | Австронезійські, малайо-полінезійські, борнео-філіппінські                           | 15,8 млн                                              | 15 млн (2006)                                                        | Рідна для частини населення Філіппін. За даними перепису 2000 року рідна для 18,5 млн, друга для приблизно 11.5 млн, загалом 30 млн | 54              |
| Ассамська                                        | Індоєвропейські, індоіранські, індоарійські                                          | 15 334 000                                            | 15 374 000                                                           | Офіційна в Індії (Ассам). Значні громади в Бутані та Бангладеш. Ассамською розмовляють або ж розуміють її майже всі у штаті Ассам. Населення Ассаму становило 26,7 млн (квітень 2003). Тому ассамеська налічує ще 8-10 млн тих, для кого вона друга. Ассамську розуміють і розмовляють нею в Аруначал-Прадеш, населення якого 1.1 млн. Це здебільшого люди, для яких вона друга або третя. Різні племена Нагаланду, населення якого налічує 2 млн, спілкуються нагамезькою, яка є варіантом ассамеської. Таким чином, розмовляють ассамеською або розуміють її загалом приблизно 28-30 млн людей. | 55              |
| Малагасійська                                    | Австронезійські, малайо-полінезійські, борнейські, баріто                            | 15 млн                                                | 10.5 млн (2006)                                                      | Офіційна на Мадагаскарі. Значні громади у Майотте. 17 млн | 56              |
| Угорська                                         | Уральські, фіноугорські, угорські                                                    | 14 500 000                                            | 14,5 млн (2006)                                                      | Офіційна в Угорщині, Сербії (Воєводині), Словенії, Австрії. Значні громади в Румунії, Словаччині, Україні, США, Ізраїлі рідна для 14 млн (1995) | 57              |
| Чжуанська                                        | Кадайські, Тайські                                                                   | 14 млн                                                | 14 млн                                                               | Офіційна в КНР (Гуансі). Рідна для 14 млн (1992), друга для невідомого числа людей | 58              |
| Мадурська                                        | Австронезійські, малайо-полінезійські, сунда-сулавесі                                | 13 694 000                                            | 13 694 000                                                           | Рідна для частини населення Індонезії, поширилася з Яви, Мадури | 59              |
| Сингальська                                      | Індоєвпропейські, індоіранські, індоарійські                                         | 13 220 000                                            | 13.2 млн (2006)                                                      | Офіційна на Шрі Ланці. Значні громади в Об'єднаних Арабських Еміратах. Рідна для 13 млн, друга для 2 млн, загалом 15 млн (1993) | 60              |
| Грецька                                          | Індоєвропейські, Грецькі                                                             | 12 млн                                                | 12 млн                                                               | Офіційна на Кіпрі, в Греції. Значні громади в Албанії, Австралії, Канаді, Єгипті, Франції, Грузії, Німеччині, Італії, Росії, Південній Африці, Туреччині, Україні, Сполученому Королівстві, США. 12 млн (2004), друга ще для 10-12 млн | 61              |
| Фульфульде                                       | Нігер-конголезькі, західноатлантичні, північно-атлантичні, сенегамбійські            | приблизно 13 млн (усі варіанти)                       | 11 428 700                                                           | Офіційна в Нігері, Нігерії. Національна в Гвінеї, Малі, Мавританії, Сенегалі. Значні громади в Беніні, Буркіна Фасо, Камеруні, Центральній Африканській республіці, Чаді, Гамбії, Гвінеї-Бісау, Мавританії, Сьєрра-Леоне. | 62              |
| Чеська                                           | Індоєвропейські, Слов'янські, західнослов'янські                                     | 12 млн (2006)                                         | 12 млн (1990 СА).                                                    | Офіційна мова Чехії. | 63              |
| Шонська                                          | Нігерконголезькі, бенуе-конголезькі, бантоїдні                                       | 7 000 000                                             | 14 млн                                                               | Національна в Зімбабве. Значні громади в Ботсвані, Мозамбіку. Рідна для 15 млн, друга для 1.8 млн, загалом 16-17 млн, включно з ндау, маніїка (A. Chebanne, 2000) | 64              |
| Оромо                                            | Афразійські, Кушитські, східно-кушитські                                             | розпадається на різні діалекти                        | 17.2 млн (2006)                                                      | Національна мова Ефіопії. Значні громади в Кенії Рідна для 24 млн (31.6 % населення Ефіопії за даними перепису 1994), друга для приблизно 2 млн, загалом 26 млн (за переписом 1998) | 65              |

## Виноски
1. 1 2  Ethnologue. SIL Haley. [Архівовано 2011-08-07 у Wayback Machine.]
2. 1 2 3  Encarta Dictionary. Microsoft Encarta 2006. Архів оригіналу за 28 жовтня 2009. Процитовано 16 листопада 2009. [Архівовано 2011-08-17 у Wayback Machine.]
3. 1 2 3  Місце оцінюється як середнє між даними Encarta та Ethnologue
4. ↑  Modern Standard Chinese definition - Dictionaries - MSN Encarta. Uk.encarta.msn.com. Архів оригіналу за 10 вересня 2010. Процитовано 16 березня 2010. [Архівовано 2010-09-10 у Wayback Machine.]
5. ↑  http://www.ethnologue.com/14/show_language.asp?code=CHN
6. ↑  The 30 Most Spoken Languages of the World. Krysstal.com. Процитовано 16 березня 2010.
7. ↑  Spanish definition - Dictionaries - MSN Encarta. Uk.encarta.msn.com. Архів оригіналу за 26 квітня 2010. Процитовано 16 березня 2010. [Архівовано 2010-04-26 у Wayback Machine.]
8. ↑  Ethnologue [Архівовано 8 травня 2009 у Wayback Machine.] — 1999 WA--source for the second figure)
9. ↑  UNAM [Архівовано 2012-12-09 у Archive.is] and Instituto Cervantes (Новини «El Mundo» )
10. ↑  English definition - Dictionaries - MSN Encarta. Uk.encarta.msn.com. Архів оригіналу за 25 травня 2011. Процитовано 16 березня 2010. [Архівовано 2011-05-25 у Wayback Machine.]
11. ↑  http://www.ethnologue.com/14/show_language.asp?code=ENG
12. ↑  Hindi definition - Dictionaries - MSN Encarta. Uk.encarta.msn.com. Архів оригіналу за 25 травня 2011. Процитовано 16 березня 2010. [Архівовано 2011-05-25 у Wayback Machine.]
13. ↑  Urdu definition - Dictionaries - MSN Encarta. Uk.encarta.msn.com. Архів оригіналу за 25 травня 2011. Процитовано 16 березня 2010. [Архівовано 2011-06-04 у Wayback Machine.]
14. ↑  ^Ethnologue, 1999
15. ↑  Census of India - Statement 1. Censusindia.gov.in. Архів оригіналу за 29 жовтня 2013. Процитовано 16 березня 2010.
16. ↑  http://www.ethnologue.com/show_language.asp?code=urd
17. ↑  Census of India - Statement 1. Censusindia.gov.in. Процитовано 16 березня 2010.
18. ↑  Архівована копія (PDF). Архів оригіналу (PDF) за 17 лютого 2006. Процитовано 16 квітня 2010.{{cite web}}:  Обслуговування CS1: Сторінки з текстом «archived copy» як значення параметру title (посилання)
19. ↑  India Statistics - Statistical analysis, data information and facts about India. Indiastat.com. Процитовано 16 березня 2010.
20. ↑  Population Census Organization. Statpak.gov.pk. Архів оригіналу за 15 січня 2009. Процитовано 16 березня 2010.
21. ↑  Arabic definition - Dictionaries - MSN Encarta. Uk.encarta.msn.com. Архів оригіналу за 25 липня 2010. Процитовано 16 березня 2010. [Архівовано 2010-07-25 у Wayback Machine.]
22. ↑  http://www.ethnologue.com/show_language.asp?code=arb
23. ↑  Bangla definition - Dictionaries - MSN Encarta. Uk.encarta.msn.com. Архів оригіналу за 25 травня 2011. Процитовано 16 березня 2010. [Архівовано 2011-05-25 у Wayback Machine.]
24. ↑  http://www.ethnologue.com/14/show_language.asp?code=BNG
25. ↑  Portuguese definition - Dictionaries - MSN Encarta. Uk.encarta.msn.com. Архів оригіналу за 25 травня 2011. Процитовано 16 березня 2010. [Архівовано 2011-06-04 у Wayback Machine.]
26. ↑  Ethnologue 14 report for language code:POR. Ethnologue.com. Процитовано 16 березня 2010.
27. ↑  IOL Diário - Somos 240 milhões de falantes. Diario.iol.pt. 16 липня 2008. Архів оригіналу за 12 жовтня 2010. Процитовано 16 березня 2010.
28. ↑  Russian definition - Dictionaries - MSN Encarta. Uk.encarta.msn.com. Архів оригіналу за 25 травня 2011. Процитовано 16 березня 2010. [Архівовано 2011-05-25 у Wayback Machine.]
29. ↑  http://www.ethnologue.com/14/show_language.asp?code=RUS
30. 1 2  Contributor: flamiejamie (26 червня 2008). Top 10 Most Spoken Languages In The World. Listverse. Процитовано 16 березня 2010.
31. ↑  Japanese definition - Dictionaries - MSN Encarta. Uk.encarta.msn.com. Архів оригіналу за 25 травня 2011. Процитовано 16 березня 2010. [Архівовано 2011-05-25 у Wayback Machine.]
32. ↑  German definition - Dictionaries - MSN Encarta. Uk.encarta.msn.com. Архів оригіналу за 25 травня 2011. Процитовано 16 березня 2010. [Архівовано 2011-05-25 у Wayback Machine.]
33. 1 2  Europeans and Languages (PDF). European Commission. Процитовано 18 лютого 2007.
34. ↑  Javanese definition - Dictionaries - MSN Encarta. Uk.encarta.msn.com. Архів оригіналу за 25 травня 2011. Процитовано 16 березня 2010. [Архівовано 2011-05-25 у Wayback Machine.]
35. ↑  Punjabi definition - Dictionaries - MSN Encarta. Uk.encarta.msn.com. Архів оригіналу за 9 березня 2010. Процитовано 16 березня 2010. [Архівовано 2010-03-09 у Wayback Machine.]
36. ↑  Wu definition - Dictionaries - MSN Encarta. Uk.encarta.msn.com. Архів оригіналу за 16 липня 2009. Процитовано 16 березня 2010. [Архівовано 2011-06-04 у Wayback Machine.]
37. ↑  Korean definition - Dictionaries - MSN Encarta. Uk.encarta.msn.com. Архів оригіналу за 15 березня 2011. Процитовано 16 березня 2010. [Архівовано 2011-03-15 у Wayback Machine.]
38. ↑  http://www.ethnologue.com/14/show_language.asp?code=FRN
39. ↑  French definition - Dictionaries - MSN Encarta. Uk.encarta.msn.com. Архів оригіналу за 25 травня 2011. Процитовано 16 березня 2010. [Архівовано 2011-05-25 у Wayback Machine.]
40. ↑  Posted by 데이빛 / Mithridates (15 жовтня 2008). French in 9th place with 200 million French speakers in the world / 200 millions de francophones dans le monde. Page F30. Архів оригіналу за 9 вересня 2015. Процитовано 16 березня 2010.
41. ↑  200 million French speakers in the world - La France en Australie. Ambafrance-au.org. Архів оригіналу за 17 червня 2010. Процитовано 16 березня 2010. [Архівовано 2011-02-17 у Wayback Machine.]
42. ↑  U.S. Census Bureau. Internetworldstats.com. 30 вересня 2009. Архів оригіналу за 21 травня 2015. Процитовано 16 березня 2010. [Архівовано 2015-05-21 у Wayback Machine.]
43. ↑  Jacques Leclerc (2 листопада 2009). Francophonie (Qu'est-ce que la?). Tlfq.ulaval.ca. Архів оригіналу за 23 червня 2011. Процитовано 16 березня 2010.
44. ↑  Cheer up French speakers, you’re not alone. France24. 28 жовтня 2008. Архів оригіналу за 14 листопада 2010. Процитовано 16 березня 2010.
45. ↑  Census of India - Statement 4. Censusindia.gov.in. Процитовано 16 березня 2010.
46. ↑  Vietnamese language. Encarta dictionary. Архів оригіналу за 25 травня 2011. Процитовано 11 лютого 2010. [Архівовано 2011-05-25 у Wayback Machine.]
47. ↑  Marathi language. Encarta dictionary. Архів оригіналу за 25 травня 2011. Процитовано 11 лютого 2010. [Архівовано 2011-05-25 у Wayback Machine.]
48. ↑  Tamil language. Encarta dictionary. Архів оригіналу за 25 травня 2011. Процитовано 11 лютого 2010. [Архівовано 2011-05-25 у Wayback Machine.]
49. ↑  Top 30 Language Spoken in the World by Number of Speakers. Krysstal.com. Процитовано 16 березня 2010.
50. ↑  Italian language. Encarta dictionary. Архів оригіналу за 25 травня 2011. Процитовано 11 лютого 2010. [Архівовано 2011-05-25 у Wayback Machine.]
51. ↑  http://www.ethnologue.com/14/show_language.asp?code=TRK
52. ↑  Turkish language. Encarta Dictionary. Архів оригіналу за 25 травня 2011. Процитовано 11 лютого 2010. [Архівовано 2011-05-25 у Wayback Machine.]
53. ↑  Cantonese language. Encarta Dictionary. Архів оригіналу за 25 травня 2011. Процитовано 11 лютого 2010. [Архівовано 2011-05-25 у Wayback Machine.]
54. ↑  Ethnologue, Languages of the World. Ethnologue.com. Процитовано 16 березня 2010.
55. ↑  Languages Spoken by More Than 10 Million People. Microsoft Encarta 2006. Архів оригіналу за 31 жовтня 2009. Процитовано 18 лютого 2007.
56. ↑  www.ethnologue.com. www.ethnologue.com. Процитовано 16 березня 2010.
57. ↑  Перська мова в Encyclopedia of Orient
58. ↑  R. Khanam, «Encyclopaedic ethnography of Middle-East and Central Asia: J-O, Volume 2», Global Vision Publishing Ho, 2005. pg 730:"The Standard Tajiki dialect is mutually intelligble with the Persian of Iran and the Dari of Afghanistan and is increasingly being called either Farsi-Tojiki or Farsi (Persian)"
59. ↑  David Levinson, Karen Christensen, «Encyclopedia of modern Asia», Charles Scribner's Sons, 2002. pg 50: "The most important modern languages of the Iranian family are (West Iranian) Persian (Farsi, Dari, and Tajiki), Tati, Baluchi, Zaza, and numerous unwritten "
60. ↑  Bernard Lewis, «The Middle East: a brief history of the last 2,000 years»,Simon and Schuster, 1995. pg 247: "Persian- Zaban-i Farsi, the language of the province of Fars, or Pars, from which the Greek and hence the Western names of the country are derived — was spoken and written in Iran (the ancient name of the country), and in a zone extending eastward into Central Asia, in regions now included in Afghanistan and in the republic of Tajikistan. Tajik and also Dari, one of the two languages of Afghanistan (the other is Pashto, also of Iranic family), are variants of Persian
61. ↑  Bernard Lewis, «The multiple identities of the Middle East», Schocken Books, 1998. ISBN 0805241728, 9780805241723 pg. 55: "Apart from Iran, Persian has official status in two other countries; in Afghanistan, where the local form of Persian is known as Dari, and in the former soviet Republic of Tajikistan.
62. ↑  2009 CIA Factbook: Iran:  [Архівовано 2012-02-03 у Wayback Machine.] (Persian and Persian dialects 58 %) (38.514), Afghanistan  [Архівовано 2020-04-24 у Wayback Machine.], Afghan Persian or Dari (official) 50 % (14.1), Tajikistan 79.9 % (5.8 million), Uzbekistan (4.7 % 1 million),
63. ↑  Ethnologue:  [Архівовано 4 лютого 2012 у Wayback Machine.] 23.9 M (Farsi, Western)
64. ↑  Iran [Архівовано 2012-02-03 у Wayback Machine.] 36 M (51 %) — 46 M (65 %) , Afghanistan [Архівовано 2020-04-24 у Wayback Machine.] 16.369 M (50 %), Tajikistan [Архівовано 2007-06-12 у Wayback Machine.] 5.770 M (80 %), Uzbekistan [Архівовано 2019-01-05 у Wayback Machine.] 1.2 M (4.4 %)
65. ↑  Svante E. Cornell, «Uzbekistan: A Regional Player in Eurasian Geopolitics?» [Архівовано 5 травня 2009 у Wayback Machine.], European Security, vol. 20, no. 2, Summer 2000.
66. ↑  Richard Foltz, «The Tajiks of Uzbekistan», Central Asian Survey, 15(2), 213–216 (1996).
67. ↑  Karl Cordell, «Ethnicity and Democratisation in the New Europe», Published by Routledge, 1999. Excerpt from pg 201: "Consequently, the number of citizens who regard themselves as Tajiks is difficult to determine. Tajikis within and outside of the republic, Samarkand State University (SamGU) academic and international commentators suggest that there may be between six and seven million Tajiks in Uzbekistan, constituting 30 % of the republic's 22 million population, rather than the official figure of 4.7 %(Foltz 1996;213; Carlisle 1995:88).
68. ↑  Lena Jonson, «Tajikistan in the New Central Asia», Published by I.B.Tauris, 2006. pg 108: «According to official Uzbek statistics there are slightly over 1 million Tajiks in Uzbekistan or about 4 % of the population. The unofficial figure is over 6 million Tajiks. They are concentrated in the Sukhandarya, Samarqand and Bukhara regions.»
69. ↑  The Latin Union reports 28 million speakers for Romanian, out of whom 24 million are native speakers of the language: Latin Union — The odyssey of languages: ro [Архівовано 2011-05-24 у Wayback Machine.], es [Архівовано 2011-04-14 у Wayback Machine.], fr [Архівовано 2011-01-14 у Wayback Machine.], it [Архівовано 2011-01-14 у Wayback Machine.], pt [Архівовано 2011-01-14 у Wayback Machine.]; see also Ethnologue report for Romanian
70. ↑  Azerbaijani, South 12.6 million Johnstone and Mandryk 2001 (Iraq 0.6 million (1982), Suria 0.03 million (1961), Turkey (0.53) million)
71. ↑  Azerbaijani, North 7.5 million 2007
72. ↑  The 50 Most Widely Spoken Languages (1996) Azerbaijani, South 24.4. Photius.com. Процитовано 16 березня 2010.
73. ↑   [Архівовано 2012-02-03 у Wayback Machine.]Azerbaijani, Iran 15.9 million (2009) 24 %
74. ↑  http://www.ethnologue.com/show_language.asp?code=azb
75. ↑  http://www.ethnologue.com/show_language.asp?code=azj
76. ↑  http://www.ethnologue.com/show_language.asp?code=qxq
77. ↑  Het Nederlandse taalgebied (Dutch) . Taalpeil. Процитовано 18 лютого 2007.
78. ↑  http://ling.cass.cn/fangyan/dituji/LANGUAGE%20ATLAS%20OF%20CHINA.html [Архівовано 5 серпня 2011 у Wayback Machine.] The population of Gan speakers is 48 million